# Johann Daniel Wolfart
Johann Daniel Wolfart (* 4. Dezember 1673 in Hanau; † 8. April 1736 ebenda) war ein deutscher Jurist, Stadtschultheiß in Neu-Hanau und landgräflicher Hofrat und Vizekanzler.

## Leben

### Herkunft und Familie
Johann Daniel Wolfart wurde als Sohn des Medizinprofessors Christoph Joachim Wolfart (1640–1708) und dessen Ehefrau Barbara Elisabeth Schunck geboren. Dessen Vater Johann Crafft Wolfart war Leibmediziner des Prinzen von Oranien. Johann Daniel wuchs zusammen mit seinem Bruder Petrus (1675–1726, Medizinprofessor) auf und
heiratete Magdalene Elisabeth Bernhardi, mit der er die Kinder
Johann Ernst († Hanau 1759, Doktor beider Rechte, Gräflich-Hanauischer Regierungs-, Hof- und Konsistorialrat Stadtschultheiß der Hanauer Neustadt, verheiratet mit Sophie Wilhelmine Burkhard), Karl Christoph (Arzt in Frankfurt am Main), Johann Heinrich (1710–1783, Universitätsprofessor), Margarethe Elisabeth (⚭ Konsistorialrat Johann Christoph Maesius) sowie zwei weitere namentlich nicht bekannte Töchter hatte.
Der Medizinprofessor Karl Christian Wolfart war sein Enkel.

### Werdegang und Wirken
Nach dem Abitur am Hohen Landesschule in Hanau absolvierte er an der Universität Wittenberg, der Martin-Luther-Universität Halle-Wittenberg und der Universität Jena ein Studium der Rechtswissenschaften und promovierte 1694 bei dem Rechtswissenschaftler Christian Wildvogel mit der Disputation „de eo quod justum est circa bona omnia“ zum Doktor beider Rechte.
Als Amtmann bei den Freiherren von Thüngen war er Leiter der Verwaltung. 1701 wechselte er in die Dienste der Grafen von Hanau,  wurde Regierungs-, Hofgerichts- und Konsistorialsekretär und 1704 zum Rat ernannt.
1708 wurde er  Regierungsrat, Hofgerichts- und Konsistorialrat.
Als Stadtschultheiß (heute Bürgermeister) in Neu-Hanau war er 1716 der erste Bürger des Stadtteils.
Landgraf Wilhelm VIII. von Hessen-Kassel bestellte ihn 1736 zum Vizekanzler. Kurze Zeit später verstarb er am 8. April.